# Joaquín Espín y Guillén
Joaquín Espín y Guillén (* 3. Mai 1812 in Velilla de Medinaceli; † 24. Juni 1881 in Madrid) war ein spanischer Komponist und Musiker. Er gilt als einer der Pioniere des spanischen Zarzuela-Musiktheaters im 19. Jahrhundert und war der Vater der Opernsängerin Julia Espín, zu der Gustavo Adolfo Bécquer eine platonische Freundschaft unterhielt.

## Leben
Unter dem Einfluss seines Großvaters, der ihn in die Musik einführte, brach er ein Studium der Philosophie ab und ging nach Burgos und Bordeaux, um dort Musik zu studieren. In Madrid unterrichtete er am Conservatorio María Cristina und leitete den Chor und das Orchester des Madrider Opernhauses Teatro Real. Außerdem war er Organist der königlichen Betkapelle Capilla Real de Madrid.
Mit Mariano Soriano Fuertes gründete er La Iberia musical y litteraria (1842–1846), eine der ersten Zeitschriften für spanische Musik. Er leitete die Academia Filarmónica Matritense und trug Artikel über Musik zu Francisco de Paula Mellados Enciclopedia moderna (1851) bei. Er heiratete eine Schwester der spanischen Opernsängerin Isabella Colbran, der ersten Frau Gioachino Rossinis; als Schwager des italienischen Komponisten wurde er eine Berühmtheit in Madrids musikalischer Welt. Aus der Ehe mit Colbran stammt Julia Espín, die spätere Opernsängerin und platonische Geliebte von Gustavo Adolfo Bécquer, der er einige seiner Rimas widmete. Er und sein Bruder, der Maler Valeriano, nahmen häufig an seiner Tertulia teil. Seinen Töchtern Julia und Josefina widmete der Dichter mehrere Zeichnungen und Verse sowie Alben. Sein Sohn Joaquín Espín y Colbran war ebenfalls Musiker und Kapellmeister am Teatro Real.
Als starker Befürworter der Schaffung einer spanischen Nationaloper erreichte er 1845 eine Teiluraufführung seiner Oper Padilla, o El asedio de Medina, gesungen von dem berühmten Tenor Enrico Tamberlik. Über den geringen Erfolg dieses Werks scheint der Musikologe und Biograph Emilio Cotalero y Mori erfreut gewesen zu sein, für den Espín ein „gewöhnlicher Dirigent, aber als Komponist uninspiriert und unbeleckt“ war. Er komponierte auch religiöse Musik, aufgrund derer er gewähltes Mitglied der Academia Filarmónica de Bolonia wurde. Das einzige seiner Werke, das einen gewissen Erfolg genoss, war seine Zarzuela Carlos Broschi auf ein Libretto von Teodoro Guerrero, die vom Leben des berühmten Kastraten Farinelli inspiriert ist; die Premiere fand 1853 in Sevilla statt. Ferner schrieb er Lieder, darunter La Ausencia de Colás und La Mariposa und verschiedene Doloras für Violine.